# Gastroecus
Gastroecus is een geslacht van eenoogkreeftjes uit de familie van de Antheacheridae. De wetenschappelijke naam van het geslacht is voor het eerst geldig gepubliceerd in 1886 door Hansen.

## Soorten
- Gastroecus arcticus Hansen, 1886
- Gastroecus caulleryi (Okada, 1927)
- Gastroecus chukotensis (Avdeev & Avdeev, 1975 )
- Gastroecus kamchaticus (Avdeev & Avdeev, 1975 )
- Gastroecus okadai (Avdeev & Avdeev, 1975 )